# واودس
واودس (به فرانسوی: Vaudes) یک کمون در فرانسه است که در Canton of Bar-sur-Seine واقع شده‌است.

## خصوصیات
واودس ۷٫۵۷ کیلومترمربع مساحت و ۶۰۶ نفر جمعیت دارد و ۱۲۷ متر بالاتر از سطح دریا واقع شده‌است.